# Jim Gardiner
James Arthur "Jim" Gardiner (25. oktober 1930 - 19. april 2016) var en amerikansk roer, født i Detroit.
Gardiner vandt sølv i dobbeltsculler ved OL 1956 i Melbourne, sammen med Pat Costello. Parret blev kun besejret af Aleksandr Berkutov og Jurij Tjukalov fra Sovjetunionen, mens australierne Murray Riley og Mervyn Wood vandt bronze.

## OL-medaljer
- 1956:  Sølv i dobbeltsculler